# スカルガールズ
『スカルガールズ』（Skullgirls）は、Reverge Labs、後にLab Zero Gamesが開発した2D対戦型格闘ゲーム。米国のアニメーター、ブルース・ティムによるアニメ版『バットマン』（Batman: The Animated Series）のアートスタイルとして創造されたダークデコに基づくキャラクターデザインや世界観が特徴。日本版公式サイトでは「萌え×カートゥーンなハイスピード2D格ゲー」と表現されている。日本の数多くの対戦型格闘ゲームに影響を受けており、特に『ヴァンパイアシリーズ』や『MARVEL VS. CAPCOM 2』には色濃く影響されている。
本項では拡張版『アンコール』と『2ndアンコール』、iOS/Android 向け格闘RPGに関しても記載する。

## 経緯
アメリカの大学生グループが同人ゲームとして2009年頃に開発・製作した。そこから開発会社を立ち上げ、商業路線の本格的な格闘ゲームとして開発するに至った。発売に至るまでの開発はReverge Labsが行っていたが、資金難のために中断。その後Reverge Labsの開発チームがLab Zero Gamesの名で2002年に独立スタジオを設立した。クラウドファンディングを行いながら開発を行っており、開発段階に応じてキャラクターなどが追加されていく。
英語版はAutumn Gamesから、日本語版はサイバーフロントからダウンロード販売で配信を開始。以前はコナミデジタルエンタテインメントも協力していたが、2013年11月に関係が打ち切られている。Steam版も配信されており、発売元はマーベラスAQLになる。2013年12月にコナミの要請により北米でPlayStation 3とXbox 360向けに配信されていた以前のバージョンは配信停止となり、サイバーフロントの解散の影響も相まって2014年1月には日本版も配信停止となった。
2014年1月にSteamで対戦の仕様が『ヴァンパイアセイヴァー』と同様のものに変更された『スカルガールズ アンコール』（Skullgirls Encore）がWindowsとMac OS X向けにリリースされ、2014年2月には北米でPlayStation 3向けに配信開始。2014年7月には日本版PS3用の配信も開始（以前のバージョン購入者は無料DL可、追加キャラクター3人も3ヶ月限定で無料DL可）。2014年6月には日本版Xbox 360用の配信が開始されている。
2015年10月29日にはアップグレード版の『スカルガールズ 2ndアンコール』が、M2よりNESiCAxLiveでの配信にてアーケード版が稼働開始し、2016年4月14日にPlayStation 4・PlayStation Vita・Steam向けに配信開始された（Steam版は前作のDLC扱い）。元々は、2015年にアークシステムワークスが『スカルガールズ 2ndアンコール』をPlayStation 4およびVitaで発売することを発表し、当初は2016年1月18日に発売予定だったが、「より一層のクオリティ向上」のため同年3月10日に延期された。2016年2月17日に「より一層のクオリティ向上」のため再度延期が行われると発表され、発売時期が未定となった。その後2016年3月2日に発売日が同年4月14日にて正式発表され、延期なく当日通りにて発売された。PS4・Vita版では新たに日本語音声の吹き替えを実装されている（英語音声と切り替え設定が可能）。アークシステムワークスが関係しているのか、日本語音声の声優は同社の対戦格闘ゲーム『BLAZBLUE』の関係者が多い。Steam版は当初日本語ボイス未対応だったが、2017年4月3日のアップデートで対応した。Steam版のみ、2017年1月24日のアップデートで『2nd Encore +』となった。2022年8月19日、アークシステムワークスはAutumn Gamesとの販売ライセンス契約の期間が終了し、Autumn Gamesからの配信に切り替わったことを発表した。
2018年6月28日には、スマートフォンアプリとしても配信（配信元はHidden Variable Studios）。モバイル版のストーリーモードでは本編の少し前の出来事が語られるほか、「オリジンストーリー」というモードがあり、一部キャラの本編では直接語られなかったストーリーを見ることができる。
2020年6月、Lab Zero GamesのゲームデザイナーMike Zaimontによるスタッフへの多数のセクハラ、パワハラ行為や人種差別的発言が告発されたことにより、同社の複数のスタッフが一斉退職した。Lab Zero GamesにはZaimontを含む11人のスタッフが残ったが、同氏は「スタジオの経済事情が悪化し、給与の支払い義務を満たせなくなった」という理由から、残りのスタッフ全員をレイオフ（一時解雇）した。
これを受け、モバイル版『スカルガールズ』を手掛けたHidden Variable Studiosと『スカルガールズ』のIPを保有するAutumn Gamesは、ZaimontとLab Zero Gamesとの関係を断ち切ると同時に、退職したスタッフを全面的にサポートすることを発表した。また、Lab Zero Gamesの元スタッフらは、新スタジオ「Future Club」を立ち上げ、協調性を重視した組織運営を目指していく意向を示した。
2021年2月、Autumn Gamesは4人の追加キャラクター、デジタルアートブック、サウンドトラックを含むDLC「シーズン1パス」の開発を明らかにした。同年3月に、Future ClubはHidden Variable Studiosとともに今後のDLC開発などに関わっていくことを正式に発表した。
2023年6月、本家およびモバイル版にてゲーム内における大規模な表現規制を実施するパッチが公開、実装され、アート、アニメーションなどの多くが変更されたが、海外のファンを中心に現在でも賛否両論を起こしている。公式は規制の理由について「今後のスカルガールズに対する私たちの価値観と幅広いビジョンをよりよく反映させるため」と述べている。また、規制の影響に伴い、オリジナル版『スカルガールズ』のXbox 360版の販売が停止された。
2023年8月にはXbox OneおよびXbox Series X/S版のの配信が開始。配信が停止されたXbox 360版に関しても後方互換に対応している。

## ゲームシステム
操作はパンチ・キックの弱中強である6ボタン形式。変動タッグバトルを採用しており、最大3人までのチームを組み戦うことが可能。1on3,2on3などの対戦も行える。その場合一方が不利にならないように体力や攻撃力は自動で調整される。
上記の通り『Marvel vs. Capcom』等に影響されているため、アシストシステムや空中コンボを駆使した戦術が主となっている。ゲージを使用した超必殺技はブロックバスターと呼ばれる。またGGPOを搭載しておりネット対戦が可能。アシストシステムに関しては具体的に、「自分で設定したコマンド技でアシスト攻撃」、「ブロックバスター中に、アシストのブロックバスターで連続攻撃」、「対戦相手を強制的にアシストへ交代させる攻撃」、「相手のコンボに対してアシストで割り込む反撃」が挙げられる。
いわゆるハメ技を防止するものとして、一定段階のコンボで同一操作の繰り返しであることを判定するシステムやコンボの制限ゲージが存在する。このどちらかの条件を満たすと相手のバーストが使用可能になり強制的に敵を吹き飛ばせる。
コマンド技などは6ボタン形式であることの利点として、レバー入力は同一で違うボタンの同時押し操作など、比較的簡易な物が多くそろっている。
『スカルガールズ　アンコール』（Skullgirls Encore）からは、1on1かつ複数ラウンド制の場合でも、体力ゲージの減少を持ち越すインパクトダメージゲージ制度が採用された。

## 世界観
物語の舞台である「キャノピー王国」には「スカルハート」という伝説のアーティファクトがあり、それには若い女性の願いを叶える力があると言い伝えられている。ただし、女性の心が少しでも汚れている場合、その願いはゆがんだ形で叶えられてしまい、同時に本人も「スカルガール」という恐ろしい存在へと変貌させられてしまう。これまでに沢山の人がスカルハートを追い求めたが、何人たりともその邪悪な力から逃れた者はいなかった。
遡ること7年前、キャノピー王国は敵国である「チェス王国」「ギガン国」との偉大戦争の真っ只中だった。そんな中、当時のキャノピー王国の王女で後述のパラソールとアンブレラの母親のナンシー・ルノアールは、スカルハートに戦争の終息を願った。しかしその願いは捻じ曲げられ、彼女は史上最強のスカルガールへと変貌させられてしまい、世界を破滅の危機に陥れた。これにより敵国同士だった三国は戦争を止めざるを得なくなり、同盟を組む形で協力してナンシーを撃退した。その後、世界には平和が戻り、ゆがんだ形ではあるが彼女の願いは叶うこととなった。
だが現在、平和になったキャノピー王国に新たなスカルガールが出現し、世界は再び混乱に包まれる。そんな中、各々の思いを胸に、スカルガールとの戦いに身を投じる者たちの物語が始まるのであった。

## 用語
スカルハート
キャノピー王国に古来より伝わるアーティファクト。若い女性の願いを叶える力が秘められているが、反面で当事者となる女性の内心が邪なものであったり僅かでも汚れていたりした場合、たとえ叶えたいもの自体が無私無欲な願いであったとしてもそれは思い描くものとは全く異なった形で叶えられてしまうという欠点を孕んでいる。
例えば、「昔の恋人に会いたい」と願えば、その恋人はゾンビとなって蘇り、「永遠の命が欲しい」と願えば、永遠に子供時代を繰り返し、時代を進めなくなることで実現される。また最悪の場合、本人も「スカルガール」へと変貌させられてしまう。なお、仮にスカルハートを破壊し得たとしても、7年周期で復活してしまう。
スカルガール
スカルハートによって心が汚れていると見なされ、願いを捻じ曲げられた女性が変貌させられた姿。スカルガールとなった女性は、目の中に髑髏のような模様が浮かび上がる。
様々な生物の骨を操ったり、死者をゾンビとして蘇らせて使役したりする能力を持ち、世界を破滅へと導く存在として恐れられている。
ニューメリディアン
キャノピー王国で最も有名な都市で、本作の舞台でもある。アートや文化が発達した街で、世界中から様々な種族の人間や生物が集まっている。グルメなレストランが多いことで知られる地区「リトル・インスマス」や、リッチ層が多く住む洒落たエリア「メープルクレスト」といった人気スポットがあり、これらは対戦ステージとしても登場する。
メディチマフィア
キャノピー王国内の大規模な裏社会を操る犯罪組織。ニューメリディアンで力を持つ者のほとんどはこのメディチマフィアに操られていると言われている。元々はロレンツォ・メディチが組織のボスを務めていたが、現在はその息子であるヴィターレ・メディチが代替わりでボスとなっている。
スカルガール対策研究室
かつてキャノピー王国を治めていたフランツ・ルノアール王が主導する形で設立された科学（化学）研究所。別名は『アンチ・スカルガール・ラボ』。
その名の通り、スカルガールに対抗するための武器や戦士を生み出すことを目的としている。しかし、前述の偉大戦争で妻を失ったルノアール王は大きな罪悪感に苛まれ、9つある研究所の実験を全て停止するように命じてしまう。後にルノアール王は姿を消したが、この影響で政府の監視がなくなったことから研究所での実験は密かに再開され、現在は「ラボ8」と「ラボ0」の2つのみが稼働している。

## キャラクター

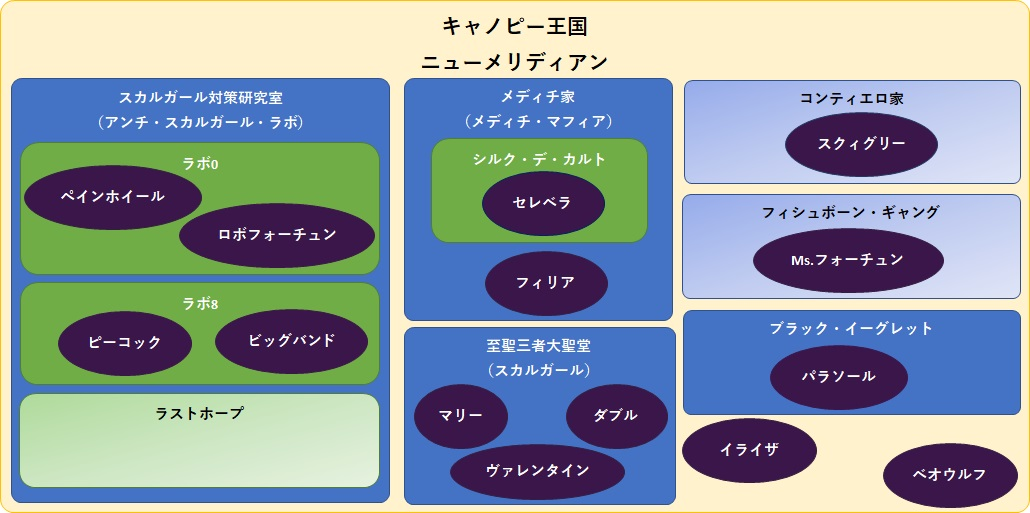
登場人物の所属を示したもの。楕円が登場人物、四角が組織。背景が白みがかって黒字の組織は壊滅済み。フクアがいないのはストーリーモードがフィリアの夢オチであるため。また、シーズンパス追加前のものであるため、一部の人物が記載されていない。

C.V表記は左記がオリジナル、右記が日本語版を記す。なお、シーズンパスの追加キャラの日本語版ボイスは一部キャラのストーリーモードでのみ実装されている。公式は、プレイヤーキャラとしての日本語版ボイスの追加については検討中としている。

### プレイアブルキャラクター
フィリア （Filia）
声：Christine Marie Cabanos / 竹達彩奈
年齢：16歳、誕生日：3月18日、血液型：AB、身長：163センチ、体重：64キロ
どこにでもいる普通の少女だったが、ある朝目を覚ますと記憶を失っており、獰猛な髪の毛状の寄生生物「サムソン」(声：Del Stetson / 近藤隆)が頭に寄生していた。自身の記憶を取り戻し、スカルガールとの戦いを生き延びるため、彼女はサムソンと協力し奔走する。そして、その過程での様々な人々との出会いにより、自分の失われた記憶に関連付けられた数奇な運命に気付いていく。戦いの中では、サムソンを様々な形状に変形させて攻撃することによる接近戦を得意とする。
本人は知らないが実はメディチ家の出自を持つ人間で、ロレンツォは彼女の祖父、ヴィターレは叔父に当たる。
セレベラ（Cerebella）
声：Cristina Vee  / 行成とあ
年齢：18歳、誕生日：4月11日、血液型：B、身長：168センチ、体重：59キロ / 136キロ（バイス・バーサ使用時）
若き曲芸師。人気急上昇中のサーカス団「シルク・デ・カルト」の花形スターで、その驚くべき強さと魅力的かつナイスバディな風貌でキャノピー王国中を魅了している。
実は孤児であり、自分の過去をあまり語りたがらないナイーブな一面がある。そんな彼女が慕っているのは、彼女を引き取り本当の父のように接してきたマフィア、ヴィターレ・メディチのみである。サーカスでの仕事がない時はマフィアの用心棒としても働いているが、本質的には善良で純粋な一面を持っている。
また、頭上に生物武器「バイス・バーサ」を装備している。戦いの中では、バイス・バーサを活かしたパワフルかつトリッキーな投げ技や打撃技を主体とした攻撃で敵を圧倒する。なお、バイス・バーサを操れるのは彼女のみである。
ピーコック（Peacock）
声：Sarah Williams / 金田朋子
年齢：13歳、誕生日：11月13日、血液型：B、身長：137センチ、体重：43キロ（が基準だが、構造上変化する）
サイボーグ戦士の少女。本名はパトリシア。かつては孤児奴隷だったが、彼女を捕らえた奴隷商人によって体を残酷に切り刻まれてしまう。しかし、スカルガール対策研究室の「ラボ8」に所属するエイヴィアン博士により救出され、「アーガスシステム」と呼ばれる軍事機能を組み込むための改造手術を受けたことで「エイブリーユニット」という生体力学武器を備えた対スカルガール兵器として生まれ変わった。
だが、新たな肉体を得たことで生きる喜びと目的を見出した彼女は、年相応の精神と思考からかアニメに対する執着心を持った。その影響で、新しい武器を恐ろしい「仲間」へと仕立てあげ、これを用いて町を血で染めることにまったく躊躇しなくなった。戦いの中では、アーガスシステムや仲間達との協力による、多彩な飛び道具を用いた遠距離戦を得意とする。
ビッグバンドとはラボ8に所属する仲間であり、同時に彼女の先輩のような存在だが、ビッグバンド自身がメンバーの中で最年長であることやピーコックの言動への説教じみた声掛けなどから、彼女本人は彼に対してあまり良い印象を抱いていない。
パラソール（Parasoul）
声：Erin Fitzgerald / 田中理恵
年齢：25歳、誕生日：12月22日、血液型：A、身長：178センチ、体重：71キロ
優雅さと冷静さを兼ね備えた赤髪の女性。キャノピー王国の王女であり、ベテラン軍隊組織「ブラック・イーグレット」のリーダー。
彼女はスカルハートの恐ろしさを身をもって体験している数少ない人間の一人である。#世界観でも述べたように、7年前の偉大戦争の際、彼女の母親ナンシー・ルノアールは戦争の終息をスカルハートに願ったが、その結果彼女はスカルガールへと変貌させられてしまった。この出来事の影響からか、彼女は自分の国や家族に対して異常ともいえる執着心がある。戦いの中では、生きた傘の「クレイグ」を武器として扱ったり、イーグレット隊員を呼び出したりして攻撃するほか、クレイグから発射される設置型爆弾「ティアー」を使った牽制も得意とする。
母親が犯した悲惨な過ちを犯す者が二度と表れないようにスカルハートを破壊し、そして家族の名誉を守るため、彼女はクレイグを手に戦い続ける。
ミス・フォーチュン（Ms. Fortune）
声：Kimlinh Tran / 花澤香菜
年齢：20歳、誕生日：11月24日、血液型：B、身長：173センチ、体重：58キロ
ネコのような耳としっぽが生えた獣人の女性。本名はナディア・フォーチュン。日本語版では、語尾に「ニャ」をつけてしゃべる。悪名高き盗賊団「フィッシュボーン・ギャング」の最後の生き残り。メディチマフィアから「ライフジェム」という秘宝を盗み出すというミッションが失敗に終わり、仲間達は皆殺しにされてしまう。
彼女も同じ運命に見舞われるかと思われたが、彼女はライフジェムを飲み込んで消化することにより、体を切断されても死なないという不死身の肉体を手に入れた。それにより身体の各部は再生の際にできたと思しき巨大な傷が目立つ。戦いの中では、不死身の肉体を活かしたトリッキーな攻撃を用いるほか、頭を取り外して体と別行動させることができ、それによるテクニカルなコンボも得意とする。
現在はリトル・インスマスに身を隠しており、命を落とした仲間達の復讐を果たすために策略を練っている。
ペインホイール（Painwheel）
声：Danielle McRae / 橘田いずみ
年齢：15歳、誕生日：10月23日、血液型：SG（スカルガール）型、身長：155センチ、体重：170キロ
もともとは「キャロル」という名の平凡な少女だったが、ある日ヴァレンタインにより拉致され、スカルガール対策研究室の「ラボ0」へ連れ去られた。そこで彼女はプロペラのような兵器「ブエル・ドライブ」と人工寄生生物「ガエ・ボルガ」を移植され、スカルガールの血を注入されたことにより、獣と化した。
実験の影響で暴力的かつ不安定となったため、予防策としてラボ0に所属するサイキック研究室長ブレイン・ドレインによってマインドコントロールされている。戦いの中では、ブエル・ドライブを活かした飛行・切り裂き攻撃や、ガエ・ボルガを飛び道具のように飛ばしたり、直接相手に突き刺したりする攻撃などを用いる。また、受けたダメージを力に変えることができる技も持つ。
とはいえ、その獣のような身体の奥深くにはかつての怯えた少女の面影が残っており、自分を操る頭の中の声を必死に追い払おうとしている。
ヴァレンタイン（Valentine）
声：Laura Post / 今井麻美
年齢:27歳、誕生日：12月25日、血液型：A、身長：183センチ、体重：73キロ
ナースと忍者を掛け合わせたような見た目の女性。もともとは、スカルガール対策研究室の「ラボ0」の配下にある「ラストホープ」という特殊部隊のエージェントだったが、ラストホープはスカルガール・マリーの手によって滅ぼされ、仲間達は皆殺しにされてしまう。
彼女も仲間達と同じ目に遭うと思われたが、マリーは彼女の強さを認め、自分の計画を手助けするなら生かしておくと告げる。敗北を認めた彼女は、マリーの配下になることに同意した。戦いの中では、各種医療器具を武器のように扱って攻撃する。また、いわゆる「当て身技」や、倒された仲間を復活させる技も持つ。
ちなみにチョコレートが好物で、挑発モーションもチョコレートを食べるものになっている。
ダブル（Double）
声：Charlotte Ann / 中恵光城
全てが謎に包まれたキャラ。意思や目的を持たず、決まった形すら持たない肉塊のような姿のモンスター。どんな姿にも自由自在に変形できるが、普段はシスターの姿をしていることが多い。戦いの中では様々なキャラに姿を変え、変幻自在の攻めを見せる。
唯一判明している情報は、スカルガールの支援をしているということだけである。
スクィグリー（Squigly）
声：Lauren Landa / 沢城みゆき
年齢：28歳（14歳で死去）、誕生日：11月2日、血液型：防腐処理済み（生前はA）、身長：160センチ、体重：54キロ
本名はシエナ・コンティエロ。昔からメディチ家に仕えていたコンティエロ家の有名なオペラ歌手。しかし14年前、一家はダブルの策略にはまり、メディチ家によって皆殺しにされてしまう。生き残った彼女の母親セレーネは家族を救う事をスカルハートに願ったが、彼女はスカルガールへと変貌させられてしまった。
スカルガールとなったセレーネが敗北した後、スクィグリーはロレンツォ・メディチによって埋葬されたが、スカルガール・マリーの覚醒によって目を覚ます。本来ならば、彼女はマリーが蘇らせた大勢のゾンビのうちの一人となるはずだったが、かつてコンティエロ家に仕えていたドラゴンのような見た目の寄生生物「レヴァイアサン」(声：Liam O’Brien / 山本格)の力により解放され今に至る。戦いの中では、レヴァイアサンによる多彩な攻撃のほか、二種類の構え行動からそれぞれ3通りに派生できる技や、歌声を披露してカメラをスクィグリー中心に持ってくる技なども用いる。
優雅で穏やかな礼儀正しい性格だが、自分の信念は貫き通す一面もある。母親がスカルガールになったこともあり、彼女は大抵の人より現状を深く理解している。
ビッグバンド（BigBand）
声：Rich Brown / 杉田智和
年齢：49歳、誕生日：12月15日、血液型：B♭（試験的なオイルを含む）、身長：234センチ、体重：2268キロ（生身の部分は43キロ）
探偵のような帽子とコートを身に着けたサイボーグの男性。本名はベン・バートランド。もともとはニューメリディアンの正義感溢れる警官だったが、警察内の不正を正そうとした結果、仲間の警官達に裏切られて集団リンチされてしまい、満身創痍となった上に残りの人生を人工肺とともに過ごさざるを得なくなってしまった。
彼の物語はここで終わると思われたが、この出来事がスカルガール対策研究室の耳に入り、彼はラボ8に所属するエイヴィアン博士により救出される。改造手術を受けた彼は、強力な楽器型の空気式武器を操るサイボーグ「ビッグバンド」として生まれ変わった。戦いの中では、楽器型兵器を活かしたパワフルな攻撃を得意とし、タイミングよく出すことで相手の攻撃をはじく技や、ブロックバスターを一度だけ強化する技なども用いる。
今では彼はラボ8のシニアメンバーであり、父親のような存在でもある。そして、スカルガールの力の源であるスカルハートを破壊するため、彼は常にスカルガールとの戦いの最前線に身を置いている。
イライザ（Eliza）
声：Michelle Ruff / 松浦チエ
年齢：秘密、誕生日：10月17日、血液型：全て、身長：180センチ、体重：73キロ（平均値）
古代エジプト風の見た目をした女性。「アルバス」(声：Chris Smith / 伊丸岡篤)と「ホレス」(声：Sean Schemmel / 伊達忠智)という家来がいる。
ニューメリディアンの高級ナイトクラブ「バステッツ・デン（Bastet’s Den，バステトの巣の意）」の歌姫。しかし、彼女の正体はガイコツのような見た目の吸血パラサイト「セクメト」(声：Wendee Lee / くじら)の宿主で、はるか昔から「深紅の災厄」として恐れられてきた存在である。献血活動を支援していることで広く知られているが、実際は集めた血液をセクメトに注入し、その若さと美貌を保っている。
そのことをメディチマフィアに知られ、彼女はヴィターレ・メディチからスカルガールを倒すよう脅迫されるが、このことがきっかけで、彼女は一度は鎮めた古代の野望を再び燃やし始める。戦いの中では、持っている杖や家来による攻撃などを用いるほか、セクメトモードへの切り替えができる。セクメトモード時はダメージを受けてもひるまず、多彩な必殺技を繰り出せるが、ブロックバスターゲージが少しずつ減少する。
実はダブルと過去から因縁があり、ストーリーモードではその因縁の深さが垣間見られる。また、セクメト自身もサムソンやレヴァイアサンとは深い因縁を持つ間柄となっている。
ベオウルフ（Beowulf）
声：Kai Kennedy / 小野大輔
年齢：37歳、誕生日：3月31日、血液型：O、身長：200センチ、体重：130キロ
かつて「グレンデル」という巨人を倒したことや、リングでの華やかなキャリアで一世を風靡したキャノピー王国を代表するプロレスラーの男性。しかし、チャンピオンとして歴史に名を刻むことが確実だった彼の名声は、リングを去ってから始めたしがない俳優業のせいで落ちぶれてしまい、彼は業界から姿を消した。
それから数年が経ったある日、家でテレビを見ていたベオウルフは、新たなスカルガールが出現したというニュースを耳にする。過去の栄光を取り戻す絶好のチャンスだと悟った彼は、もう一度リングへ復帰することを決意し、ファンにスカルガールを倒すことを宣言する。戦いの中では、投げ技をメインとした攻撃のほか、自身が倒したグレンデルの腕や愛用のパイプイス「ザ・ハーティング」を用いる。また、特定の行動をすることで「ハイプ」が溜まっていき、それを使用して投げ技を強化できる。
アニーとは面識があり、多くのファンを持つ有名人同士としてお互いを認め合っている。
フクア（Fukua）
声：Christine Marie Cabanos / 竹達彩奈
年齢：不明、誕生日：不明、血液型：AB、身長：163センチ、体重：64キロ
ブレイン・ドレインが作ったフィリアのクローン。外見はフィリアそっくりであるものの、深緑の髪をはじめ、肌が褐色であることや全体的に緑を基調としている点が差異となっている。また、フィリア同様に「シャモーン」(声：Del Stetson / 近藤隆)と呼ばれるサムソンそっくりの寄生生物が髪の毛に取り憑いていることも特徴の一つとなっている。通常技はフィリアと似たものが多いが、必殺技やブロックバスターはフィリアとは全く違ったものになっており、多彩な軌道の飛び道具や、自身の残像を飛ばすことによる奇襲などを用いる。
もともとはエイプリルフールのジョークから生まれたキャラだったが、ユーザーからの熱い要望により正式に参戦したという経緯を持つ。「フクア」という名前は、Filiaのタイプミスから生まれた（キーボードのiの隣がU、Lの隣がK）。
ロボフォーチュン（Robo-Fortune）
声：Kimlinh Tran / 花澤香菜
年齢：第1世代、誕生日：1月31日、血液型：10W-30合成オイル、身長：168センチ、体重：200キロ
ブレイン・ドレインによってスカルガールを倒すために作られたロボット。ミス・フォーチュンを元に作られている。
だが、最高水準の狡猾さと忠誠心でスカルハートを奪取するようにプログラムされたにもかかわらず、彼女は未だ任務を遂行できていないどころか、簡単に避けられるはずのいざこざにたびたび巻き込まれてしまう。戦いの中では、体をキャノン砲に変形させて放つビーム攻撃や、3つまでストックできる飛び道具「ヘッドローン」を使った攻撃などを用いる。
いわゆる「ネタキャラ」的な立ち位置に属するキャラであり、他のキャラと比べてコミカルな技やセリフが目立つ。
アニー（Annie)
声：Erica Mendez / 桑原由気
年齢：何世紀もの間生き続けている、誕生日：6月12日、血液型：AB、身長：155センチ、体重：50キロ
DLC「シーズン1パス」の1人目のキャラとして追加されたキャラ。若手のテレビ女優で、タイトルにもなっているキャラクター（正確にはアニー自身）の神話や伝説、言い伝えを基にしたバラエティー番組「星の少女アニー」の司会者でもある。右目を失った状態で眼帯をしていることが特徴点ともなっている。
彼女の正体はスカルガールと戦い続ける戦士であり、その事実は誰にも知られていない。またその事からか、ダブルのことをよく知る人物の一人でもある。彼女はスカルハートによって永遠に成長しない呪いをかけられており、何世紀もの間生き続けている。その間、彼女はスカルハートを完全に止めることを自分の使命とし、その目的のために数々の技を磨いた。戦いの中では、隕石でできた剣や、ウサギのような見た目の遠隔パラサイト「セーガン」を使った攻撃などを用いる。
ちなみに「星の少女アニー」は、ピーコックやパラソールといった他のキャラからも非常に人気が高い。
アンブレラ（Umbrella）
声：Cassandra Lee Morris / 清水彩香
年齢：不明、誕生日：7月17日、血液型：O、身長：95センチ、体重：27キロ
シーズン1パスの2人目のキャラとして追加されたキャラ。黄色い帽子とレインコートが特徴的な少女。キャノピー王家の次女であり、パラソールの妹。年齢は公開されていないが、外見的にパラソールとかなり歳が離れているのは確かである。
王宮外に出ることをほとんど許可されず、過保護に育てられてきた影響からか、非常にわがままな性格。アイスクリームが大好きで、パラソールから「王国の安全よりアイスクリームの方が大切なのね」と呆れられるほどである。しかし、それまでずっと隠されていた彼女の両親の過去を知った時、彼女の心に変化が起こる。戦いの中では、パラソールと同じく生きた傘の「フンガーン」を操る。特定の行動をすることでフンガーンの「空腹度」が増減し、空腹時はスピード、満腹時はパワーが増加する。
なお、フンガーンはパラソールのクレイグよりも強力な生物武器であり、パラソールはあえてフンガーンを妹であるアンブレラに与えた。
ブラック・ダリア（Black Dahlia）
声：Wendee Lee / 井澤詩織
年齢：50〜60代と思われる、誕生日：8月18日、血液型：O、身長：175センチ、体重：159キロ（臓器45キロ）
シーズン1パスの3人目のキャラとして追加されたキャラ。左腕に巨大なグレネードランチャーを装着し、仮面と帽子から垂れた布で顔を隠している貴婦人。ロレンツォ・メディチの右腕を務める殺し屋で、フィッシュボーン・ギャングのメンバーやスクィグリーを殺害した張本人。
彼女は殺し屋となる前まではスカルガール対策研究室のメンバーであった。過去にスカルガールとの戦いの中で致命傷を負ってしまったが、人工頭脳学の実験として体を作り変えられ、サイボーグ化したことで一命を取り留めた。
だが彼女は実験の影響からか、他人の絶望と苦痛を常に追い求める性格になってしまった。そして彼女は研究所のメンバーを裏切ってメディチマフィア側につき、殺し屋として任務を遂行するようになった。今では雇い主であるロレンツォにうんざりしており、スカルハートを利用して禁断のスリルを得ようと企んでいる。戦いの中では、ランチャーから放つ様々な属性の砲弾を主体とした多彩な暗殺術を用いる。砲弾は6発装填されており、撃ち尽くした場合はリロードする必要がある。
ちなみに教官としての才力もあり、他の女暗殺者達へ暗器術の手解きをしている。セレベラの靴の仕込み剣による攻撃は彼女が教えた技法である。
マリー（Marie)
声：Kira Buckland / 東山奈央
年齢：13歳、誕生日：4月3日、血液型：SG（スカルガール）型（元O）、身長：144センチ、体重：42キロ
新たに現れたスカルガールであり、ストーリーモードのボスキャラ。エプロンドレスに身を纏い、全身の各所が骨を露出させた姿となっている。フルネームはマリー・コーベル。当初はプレイアブルキャラとしての登場はなかったが、2022年8月6日に行われたEvo 2022にて、シーズン1パスの最後のキャラとして追加予定であることが発表され、モバイル版で先行実装されたのち、本家でも正式に参戦した。
もともとはピーコックと同じ孤児奴隷であったが脱走し、自分を奴隷にしたメディチマフィアへの復讐をするため、奴隷商人とメディチマフィアの皆殺しをスカルハートに願い、スカルガールとして覚醒。ダブルやヴァレンタインを従え目的達成のために行動していた。
その後スカルハートは破壊されたが、マリーは奇跡的に助かった。彼女はスカルハートに支配されていない正義のスカルガールとなり、スカルハートによる負の連鎖を終わらせることを誓う。戦いの中では、様々な生物の骨を使った攻撃を用いたり、巨大なガイコツを従わせる形で攻撃を繰り出す。
なお、彼女のプレイアブル化はスカルガールズ10周年の記念として行われたものである（Evoで初公開された映像に「Skullgirls 10th Anniversary」と記されていた）。

### その他のキャラクター
ミネット（Minnete)
リトル・インスマスでウェイトレスをしている半魚人の少女。ミス・フォーチュンの良き友人。モバイル版にてアシストキャラとして登場。
ブレイン・ドレイン（Brain Drain)
ラボ0に所属するサイキック研究室長。フクアやロボフォーチュンの生みの親であり、キャロルをペインホイールへと変貌させた張本人。モバイル版にてアシストキャラとして登場。
ロキシー（Roxie）
ブラック・イーグレットに所属するメカニック。モバイル版にてアシストキャラとして登場予定。